# شادلوي عليا
شادلوي عليا (بالفارسية: شادلوی علیا) هي قرية تقع في قسم آواجيق الجنوبي الريفي (مقاطعة تشالدران) في إيران. يقدر عدد سكانها بـ 204 نسمة .